# هروستراتوس
هروستراتوس (به انگلیسی: Herostratus; یونانی باستان: Ἡρόστρατος) — یا اروستراتوس (به انگلیسی: Erostratus) — یک یونانی بود که در سده ۴ پیش از میلاد می‌زیست و با ایجاد عمدی حریق برای از بین بردن معبد آرتمیس، یکی از عجایب هفت‌گانه جهان باستان، دچار بدنامی شد. او این کار را برای جاودانه کردن نام خود در تاریخ انجام داد و در واقع به هدف خود دست یافت. نام او به یک نام کنایه‌آمیز برای کسانی تبدیل شده‌است که مرتکب این عمل مجرمانه می‌شوند.

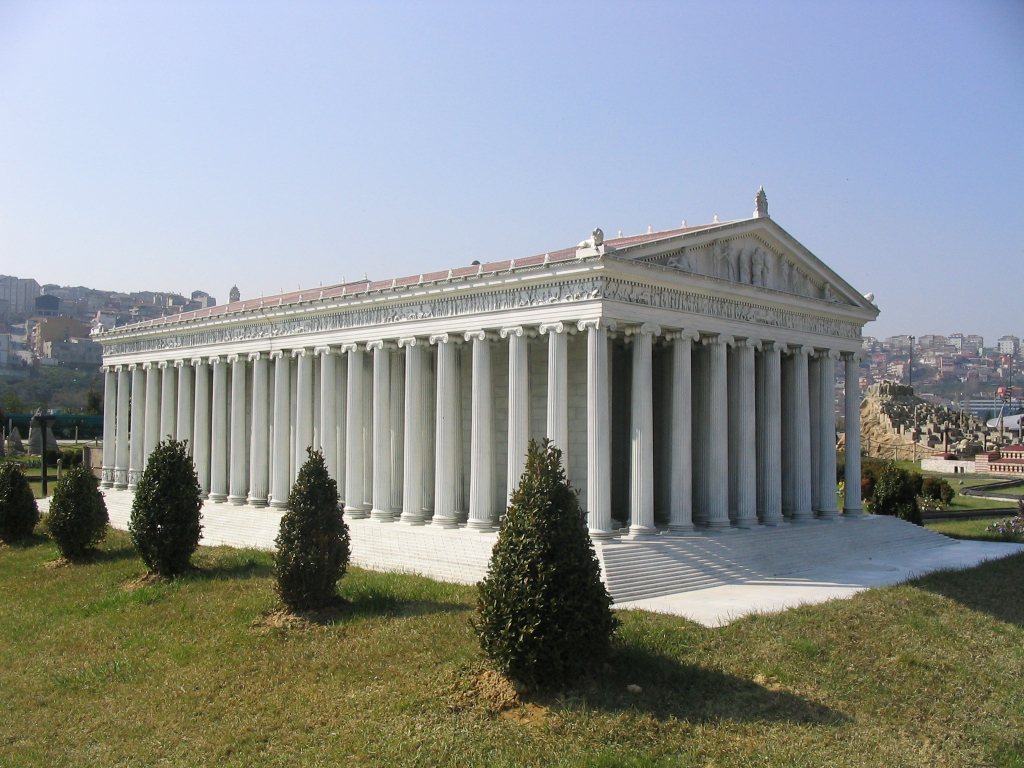
یک مدل بازسازی شده از معبد آرتمیس

## تاریخچه
در تاریخ آمده که سبب بدنامی هروستراتوس سوزاندن معبد آرتمیس در شهر اِفِسوس در امپراتوری ایران (در حال حاضر در ترکیه) بتاریخ ۲۱ ژوئیه ۳۵۶ قبل از میلاد بوده‌است. این معبد به افتخار ایزدبانویی محلی ساخته شده بود که توسط یونانیان با آرتمیس، الهه شکار، وحوش و زایمان تلفیق شده بود. ساختمان این معبد عمدتاً از سنگ مرمر بود و توسط کرزوس پادشاه لیدیه به جای یک ساختمان قدیمی‌تر که بر اثر سیل نابود شده بود ساخته شد. معبد ۱۳۰ متر طول داشت که با ستون‌هایی به ارتفاع ۱۸ متر پشتیبانی می‌شدند و یکی از عجایب هفت‌گانه جهان باستان به‌شمار می‌رود.